# سونيت 12
السوناتة الثانية عشرة هي واحدة من 154 سوناتة كتبها الكاتب المسرحي والشاعر الإنجليزي وليم شكسبير. تندرج ضمن مجموعة سوناتات الإنجاب في تسلسل الشاب الجميل.
يصور شكسبير في هذه السوناتة مشاهد متعددة تعكس مفهوم الفناء والزوال، مثل الساعة المتحركة، والزهرة الذابلة، والشجرة العارية، والخريف، وغير ذلك. وعند التحول الدرامي في بداية المقطع الثالث، يعترف الشاعر بأن الشاب الذي تتوجه إليه السوناتة سوف يخضع «لهلاك الزمن» تمامًا مثل تلك الصور الزائلة. يقترح شكسبير أن الوسيلة الوحيدة لمقاومة الزمن هي بخلق ذرية تمثل صورة منه.

## قراءة حديثة
Clock: ترمز لساعات الزمن التي تمر.
Brave: تجسد الجمال الفائق أو العظمة.
Past prime: ترمز للتدهور بعد اكتمال الكمال.
Sable: مصطلح شعاري يدل على السواد.
Erst: سابقًا، في زمنٍ ماضٍ.
Summer's Green: تعني أوراق الأشجار.
Sheaves: تجسيد لحقول المحاصيل.
Bier: إطار لحمل الجثث إلى المقبرة.
Beard: في العصر الإليزابيثي، كانت كلمة "Beard" تُنطق مثل "Bird".
Sweets: تمثل الفضائل.
Others: الإشارة إلى فضائل وجماليات أخرى.
'gainst: ضد.
Breed: الأبناء والأحفاد.
Brave: تعني التحدي.
السوناتة هي جملة واحدة طويلة، مما يعزز من فكرة الزمن وأهميته العاجلة. كما أنها توحي بأنها فكرة مكتملة وموحدة، بدلاً من أن تكون سلسلة من النقاط المتفرقة. هناك تباينات تظهر قوة الزمن مثل كلمات "lofty" «شامخة» و"barren" «جرداء» في وصف الأشجار، مما يشير إلى تأثير الزمن القوي على الطبيعة كلها.
تظهر السوناتة أيضًا قوة الزمن باعتباره قوة قاتلة لا ترحم إذ يستخدم شكسبير أوصافًا مثل «اللحية البيضاء الكثيفة»، و«زهرة تجاوزت ذروتها»، و«تجعدات سوداء يغشاها البياض». يتمثل السبيل الوحيد لمقاومة الزمن في خلق فضائل وجماليات جديدة. ويدعو شكسبير الشاب إلى الإنجاب ليديم هذه الفضائل.

## البنية
تتبع السونيت رقم 12 بنية السوناتة الشكسبيرية النموذجية، حيث تتكون من 14 سطرًا، مقسمة إلى ثلاثة مقاطع رباعية وسطرين ختاميّين مزدوجين، تتبع ترتيب قافية: ABAB CDCD EFEF GG. تعمل المقاطع الثلاثة الأولى على تطوير فكرة الأسى، في حين يقدم السطران الختاميّان نوعًا من الحل المتفائل. يمكن أيضًا رؤية حجة القصيدة تعكس بنية السوناتة البتراركية، حيث تغطي الأسطر من 1 إلى 8 صورة الزوال الذي يحدث في الطبيعة، وتترابط من خلال الجناس، بينما الأسطر من 9 إلى 14 تشكل السداسيّة التي تتناول فناء المحبوب.

## تحليل نقدي
ترتبط السوناتة الثانية عشرة بعدد ساعات الساعة الـ12، وهو تلميح إلى تزايد حضور صوت الشاعر الأول (أنا) في هذا التسلسل. تطرح هيلين فيندلر فكرة أن القصيدة تحتوي على نموذجين للزمن: أحدهما يعبر عن التدهور التدريجي، والآخر عن رمز عدائي للزمن. تشير هذه النماذج إلى نهجين مختلفين للموت؛ موت بريء تتلاشى فيه الأشياء ببطء وتصبح جرداء، وموت نشط حيث يحصد الموت الحياة بشكل مباشر وكأن الحياة قُتلت.
توضح فيندلر أن الخطوط الاثني عشر الأولى من القصيدة ترتبط بموت بريء حيث تذبل الأشياء مع مرور الزمن. يضيف كارل أتكينز أن معظم الصور المستخدمة تتغير من حيوية ونمو إلى حياد قاتم، مثل «الحصاد» الذي يتحول إلى جنازة، والعربة المحملة بالذرة الناضجة التي تصبح نعشًا يحمل الموتى. تسلط هذه الخطوط الضوء على الشيخوخة والتدهور كقوة طبيعية حتمية.
ترى فيندلر أن كلمة «الطيبات» "Beauties" في السطر الحادي عشر تشير إلى الفضائل الباطنية، بينما تعبر «الجماليات» "Sweets" عن مظاهر الجمال الخارجي، وكلاهما يتلاشى مع الزمن.

## وصلات خارجية
- إعادة صياغة السوناتة في اللغة الإنجليزية الحديثة
- تحليل السوناتة